# Vườn quốc gia Tuart Forest
Vườn quốc gia Tuart Forest là một vườn quốc gia ở Tây Úc, Úc.